# Lusitanien
 "Lusitania" omdirigeres hertil. For andre betydninger af Lusitania, se Lusitania (flertydig).
Lusitania eller Hispania Lusitania var en romersk provins som i store træk omfattede det moderne Portugal, undtagelsen var nogle områder i Nordportugal som tilhørte Hispania Tarraconensis, samt nogle områder, som i dage tilhører Spanien. Romerne gav området navn efter det iberiske folk lusitanerne, som i lang tid bekæmpede den romerske okkupation.
Provinshovedstaden var Augusta Emerita. En anden vigtig by var Conimbriga, i nærheden af den moderne by Coimbra (som i den romerske periode hed Aeminium, men senere skiftede navn til minde om Conimbriga). Dette er den bedst bevarede romerske by i Lusitania, hvor det stadig er muligt at se fundamenterne fra private og offentlige bygninger. Udgravninger har været i gang siden 1898.

## Historie
Livius beretter at romerne mødte Lusitanerne første gang i 218 f.Kr., da de kæmpede som lejesoldater for Karthago mod romerne i den 2. puniske krig. Siden kæmpede de også mod romerne i 194 f.Kr., og var til tider allieret med keltibererne.
I 179 f.Kr. fejrede praetoren Lucius Postumius Albinus en triumf efter sine sejre over lusitanerne. Det betød ikke at krigene var slut, i 155 f.Kr., var der stadig kampe, lusitanerne blev ledet af Punicus (et navn, som antyder at han var en karthaginensisk general) og Cesarus. Den romerske general Servius Sulpicius Galba indgik en falsk våbenhvile med dem, og mens lusitanerne fejrede dette gik han til angreb. Mange blev massakreret, og de overlevende blev solgt som slaver. Dette førte til et nyt oprør, ledet af Viriathus, men han blev snart dræbt af forrædere i lusitanernes egne rækker.
Prokonsulen Decimus Junius Brutus og Marius måtte også kæmpe mod lusitanerne, og trods flere romerske sejre, fortsatte de med at gøre modstand. Senere allierede de sig med Sertorius i hans kamp mod Sulla, og først under kejser Augustus blev de endeligt pacifiseret; måske blev lusitanerne i realiteten udryddet.
Dermed var erobringen af den iberiske halvø komplet, og og en administrativ omorganiseringen begyndte; den betød, at i 14 f.Kr. blev Hispania delt i tre provinser: Lusitania, Hispania Tarraconensis og Hispania Baetica.
Romerne mistede kontrollen over Lusitania i det 5. århundrede, hvorefter visigoterne kunne invadere og udfylde magttomrummet i Hispania.